# Acrocephalus gracilirostris
Acrocephalus gracilirostris е вид птица от семейство Acrocephalidae. Видът е незастрашен от изчезване.

## Разпространение
Разпространен е в Ангола, Ботсвана, Бурунди, Чад, Демократична Република Конго, Джибути, Етиопия, Кения, Лесото, Малави, Мозамбик, Намибия, Нигерия, Руанда, Сомалия, Южна Африка, Южен Судан, Свазиленд, Танзания, Уганда, Замбия и Зимбабве.